# Institutul Național de Cercetare-Dezvoltare pentru Protecția Muncii
Institutul Național de Cercetare - Dezvoltare pentru Protecția Muncii (INCDPM) este un institut de stat din România, a cărui activitate sunt studiile și cercetările din domeniul prevenirii riscurilor profesionale, fundamentarea cadrului legislativ al securității muncii și dezvoltării sistemului de instruire în acest domeniu, precum și găsirea de soluții practice și asistență tehnică acordată întreprinderilor pentru îmbunătățirea condițiilor de muncă.
A fost înființat în anul 1951, de către Academia Română, sub denumirea Institutul de Igienă și Protecție a Muncii, în scopul cercetării și soluționării științifice a problemelor din domeniul protecției muncii și tehnicii securității muncii existente în întreprinderi și instituții.
A fost reorganizat în 1998 și reacreditat în 2001, iar în prezent funcționează ca Institut Național de Cercetare - Dezvoltare pentru Protecția Muncii, aflat în coordonarea Ministerului Muncii, Familiei și Egalității de Șanse, cu un ansamblu extins de servicii, studii, cercetări aplicative și bune practici în domeniul securității și sănătății în muncă.